# Право роздачі урядів у Речі Посполитій
Пра́во розда́чі у́рядів, тобто призначення на державні посади, яке належало винятково королю, було дієвим засобом створити партію прихильників королівської влади в сенаті і посольській ізбі. 

## Світське урядництво
В руках короля було близько 180 вищих державних урядів (воєвод, каштелянів, маршалків та ін.), у тому числі 16 церковних, носії яких засідали в сенаті.
Крім того, особисто королю належала роздача староста, призначення хорунжих і войських, затвердження на виборні земські уряди: підкоморіїв, земських суддів, підсудків і писарів, скарбників. 
Король надавав так звані почесні уряди, якими пишалася шляхта: стольників, підстоліїв, чашників, підчаших, конюших, ловчих, мечників.

## Духовне урядництво
Король також мав право подання церковних бенефіціїв — вищих церковних посад єпископів і настоятелів монастирів, що не підлягали приватним власникам-ктиторам. Право короля на номінацію єпископів, фактично усталене в другій половині XV ст., було затверджене буллою папи Сікста V 1589 р. Розповсюджувалося як на католицьку, так і на православну церкви. Аналогічну дію мав закон 1496 р., за яким усі посади вищої церковної ієрархії, починаючи від каноніка у католиків і настоятеля собору у православних, могла займати лише шляхта (Volumina legum.—T. 1.—S. 120).